# Selvino
Selvino (lombardul: Selvì) település Olaszországban, Lombardia régióban, Bergamo megyében. Lakosainak száma 1997 fő (2023. január 1.). Selvino Aviatico, Algua, Albino és Nembro községekkel határos.

## Népesség
A település lakossága az elmúlt években az alábbi módon változott:
| Lakosok száma | 2042 | 2044 | 1997 |
|               | 2017 | 2018 | 2023 |